# 玛戈·吉尔
玛戈·吉尔（英語：Margo Geer，1992年3月17日—），美国女子游泳运动员，2015年世界游泳锦标赛混合4×100米自由泳接力金牌得主、混合4×100米混合泳接力银牌得主和女子4×100米自由泳接力铜牌得主、2019年世界游泳锦标赛女子4×100米自由泳接力银牌得主。